# Acraea caoncius
Acraea caoncius är en fjärilsart som beskrevs av Suffert 1904. Acraea caoncius ingår i släktet Acraea och familjen praktfjärilar. Inga underarter finns listade i Catalogue of Life.